# Сингулума, Гивен
Гивен Сингулума (англ. Given Singuluma; 19 июня 1986) — замбийский футболист, нападающий клуба «ТП Мазембе» и сборной Замбии.

## Карьера

### Клубная
Профессиональную карьеру начал в местном клубе «Национальная Ассамблея» в 2006 году, также играл в Южной Африке, в клубе «Бей Юнайтед», с которым по окончании сезона 2007/08 вышел в Премьер-лигу ЮАР. В 2008 году вернулся в Замбию, где играл за Занако из Лусаки, после чего в 2009 году подписал контракт с «ТП Мазембе», с которым в том же году выиграл Лигу чемпионов Африки.

### В сборной
С 2006 года является игроком сборной Замбии.